# Eurybrachys lepeletierii
Eurybrachys lepeletierii är en insektsart som beskrevs av Gutrin-mtneville 1834. Eurybrachys lepeletierii ingår i släktet Eurybrachys och familjen Eurybrachidae. Inga underarter finns listade i Catalogue of Life.